# Cicinho
Pour les articles homonymes, voir Cicinho (homonymie).
Cícero João de Cézare, plus connu sous le nom de Cicinho, est un footballeur international brésilien, né le 24 juin 1980 à Pradópolis. Il joue au poste de latéral droit.

## Carrière
Avec São Paulo FC, Cicinho entre dans l'histoire de la Copa Libertadores en marquant le 10 000e but de la compétition.
À la suite de grosses prestations durant la Coupe des confédérations en 2005 il est transféré au Real Madrid et intègre le club en janvier 2006 mais il ne parvient pas à s'imposer comme titulaire en deux saisons.
Le 17 septembre 2006, lors du match Bétis Séville-Real Madrid (0-1), Cicinho est victime d'une rupture des ligaments croisés du genou gauche, la première grosse blessure de sa carrière. Il est éloigné des terrains pendant sept mois, plus précisément jusqu'au 29 avril 2007, date à laquelle il fête son retour en tant que titulaire, et ce en délivrant une passe décisive.
À l'été 2007 il rejoint l'AS Rome pour 9 millions d'euros et signe un contrat de cinq ans. Il dispose d'un temps de jeu plus important mais n'est pas non plus titulaire indiscutable en raison de la concurrence de Marco Cassetti et Christian Panucci.
Après cette première saison 2007-08 de bonne facture à l'AS Rome, Cicinho en entame une deuxième d'un meilleur acabit, mais une grave blessure le coupe dans son élan. Le 9 mars 2009, lors d'un entrainement de son équipe, il est à nouveau victime d'une rupture des ligaments croisés, cette fois du genou droit.
Commence alors un passage à vide qui durera trois ans, où après une convalescence de plus de huit mois, il enchaîne les prêts à São Paulo FC et au Villarreal CF à la recherche de temps de jeu et de son meilleur niveau. Il confesse par la suite qu'il a sombré dans l'alcool durant cette période et ne souhaitait plus jouer au football.
En juin 2012, il signe un an avec Sport Recife.
En juillet 2013, il signe pour le club turc de Sivasspor.

## En équipe nationale
- Première sélection le 27 avril 2005 contre le Guatemala.
- 17 sélections avec l'équipe du Brésil.
- 1 but inscrit, lors de la rencontre amicale entre le Brésil et les Émirats arabes unis (8-0).
- Il est sélectionné pour la Coupe du monde 2006 et joue deux matchs, contre le Japon et la France.
- Sa dernière sélection remonte au 5 septembre 2006 contre le Pays de Galles.

## Palmarès
- Avec São Paulo FC :
  - vainqueur de la Copa Libertadores en 2005 ;
  - champion de l'État de São Paulo en 2005 ;
  - vainqueur de la Coupe intercontinentale en 2005.

- Avec le Real Madrid :
  - vice-Champion d'Espagne en 2006 ;
  - champion d'Espagne en 2007.

- Avec l'AS Rome :
  - vainqueur de la Coupe d'Italie 2008 ;
  - vice-champion d'Italie en 2008 et 2010.

- Avec la sélection du Brésil :
  - vainqueur de la Coupe des confédérations en 2005 ;
  - a participé à la Coupe du monde 2006.

- Distinctions personnelles :
  - « Ballon d'argent brésilien » en 2005